# Jermain Taylor
Jermain Taylor (Little Rock, 11 agosto 1978) è un ex pugile statunitense, ex campione indiscusso dei pesi medi.
Soprannominato Bad Intentions, è stato campione IBF, WBA, WBO e WBC dei medi. Taylor ha debuttato nel mondo dei professionisti nel 2001 e vinto i suoi primi 23 incontri, inclusi i successi contro gli ex campioni William Joppy e Raul Marquez.
Taylor ha iniziato a combattere all'età di 13 anni. Ha conquistato numerosi premi nel corso della sua carriera da dilettante. Ha anche partecipato ai Giochi Olimpici di Sydney nel 2000, dove ha conquistato una medaglia di bronzo.
Una volta passato al professionismo, il 16 luglio 2005 ha sconfitto Bernard Hopkins, diventando campione indiscusso dei pesi medi e conquistando tutte e quattro le cinture in possesso dell'Executioner. Durante il suo periodo da campione Taylor ha vinto un rematch contro Hopkins, due sfide contro Kassim Ouma e Cory Spinks, e pareggiato con Winky Wright. Ha subito la sua prima sconfitta contro Kelly Pavlik e perso nuovamente contro di lui nel rematch svoltosi il 16 febbraio 2008. Successivamente Taylor è passato ai supermedi. Il suo primo incontro in questa divisione lo ha visto vittorioso contro Jeff Lacy e gli ha fatto guadagnare la possibilità di conquistare il titolo WBC in possesso di Carl Froch. Avanti di un paio di punti secondo due giudici di gara su tre, Jermain ha dovuto arrendersi all'ultimo round per KO tecnico. Pur avendo perso la possibilità di conquistare il titolo di Froch, successivamente Taylor ha deciso di partecipare al Super Six World Boxing Classic, un torneo organizzato dalla rete Showtime, in collaborazione con la Sauerland Event. Dopo un ritiro durato due anni, nel 2011 è tornato a combattere e tre anni dopo ha conquistato nuovamente il titolo IBF dei medi.
A partire dal 2014, numerose vicende giudiziarie ne hanno compromesso la carriera ed in più occasioni egli è stato arrestato e successivamente rilasciato su cauzione.

## Biografia

### Origini ed inizi
Jermain Taylor è nato l'11 agosto 1978, a Little Rock, Arkansas. È stato abbandonato dal padre assieme alle sorelle all'età di cinque anni. Dato che la madre Carlois lavorava a tempo pieno per i suoi figli, Jermain ha dovuto prendersi cura delle sorelle più giovani già da piccolo. Durante il suo periodo alla McClellan Magnet High School, Taylor ha praticato atletica leggera. Ha iniziato a tirare i primi pugni all'età di 13 anni ed è stato allenato da Ozell Nelson, che ha fatto da secondo padre per il giovane pugile apprendista. Jermain ha vinto numerosi premi nel corso della sua carriera da dilettante, continuando a migliorare sempre di più. Nel 1998 ha vinto una medaglia di bronzo ai Goodwill Games. Tuttavia, la felicità per le sue numerose vittorie è stata oscurata dall'assassinio della nonna di Jermain. Il primo indiziato per la morte della donna è stato uno degli zii di Taylor, che aveva già avuto dei precedenti penali. Quando è stato interrogato dalla polizia riguardo all'omicidio, lo zio di Jermain ha bevuto una bottiglia di acido cloridrico, ma ha confessato di essere l'assassino poco prima di morire.

## Carriera

### Carriera da dilettante
Nel 2000, Taylor ha partecipato ai Giochi Olimpici di Sydney, diventando il primo pugile di Arkansas a riuscire a competere alle Olimpiadi. Jermain ha terminato l'evento conquistando una medaglia di bronzo.

### Carriera da professionista
Nel dicembre 2000, Taylor ha firmato un contratto che lo ha legato al promoter Lou DiBella. Pat Burns è diventato il suo allenatore, mentre il secondo padre di Jermain, Ozell Nelson, ha preso il ruolo di assistente. Il pugile di Arkansas ha debuttato nel mondo dei professionisti il 27 gennaio 2001, al Madison Square Garden di New York, contro Chris Walsh. Jermain è riuscito a mettere al tappeto Walsh in due occasioni con il suo destro, vincendo l'incontro di debutto per KO tecnico al quarto ed ultimo round. Successivamente Bad Intentions ha combattuto altri sei incontri nel 2001, vincendoli tutti. Taylor ha continuato la sua striscia di vittorie per il 2002 e il 2003, prima di sconfiggere Alex Bunema il 27 marzo 2004. L'incontro successivo del giovane pugile di Arkansas si è svolto il 19 giugno 2004, contro l'ex campione IBF dei pesi medi jr. Raul Marquez. Taylor ha controllato l'incontro utilizzando il suo jab ed il suo destro, in uno scontro nettamente dalla sua parte. Sul finire del nono round, Jermain ha messo in difficoltà il messicano con un montante, per poi stenderlo al tappeto in seguito, pochi secondi prima della fine della nona ripresa. Tra il nono ed il decimo round, l'allenatore di Marquez ha deciso di porre fine al combattimento, decretando la vittoria di Taylor per KO tecnico.

#### Taylor VS Hopkins I e II
Il 16 luglio 2005 l'imbattuto Taylor ha affrontato Bernard Hopkins per il titolo di campione indiscusso dei pesi medi all'MGM Grand di Las Vegas, Nevada. A 40 anni, B-Hop è entrato nel ring con una striscia vincente di 20 vittorie (tutte per la difesa del suo titolo) e senza subire una sconfitta da 12 anni. Hopkins era inoltre il favorito per la vittoria di questo incontro. Nelle prime due riprese Taylor è stato in grado di utilizzare i suoi jab, ma nessuno dei due combattenti ha preso dei rischi. Hopkins è stato paziente ed ha aspettato per qualche apertura nella difesa di Jermain, ma quest'ultimo ha tentato di non lasciare spazi. Nel 5º round The Executioner ha ferito Taylor alla testa con una serie di pugni. Tuttavia era Taylor il vero padrone dell'incontro essendo stato capace di dominare almeno 8-9 delle 12 riprese. Quando Hopkins ha capito che stava perdendo ha totalmente campiato stile, sfoderando finalmente un atteggiamento più aggressivo, ma era troppo tardi. Solo un colpo da KO avrebbe potuto salvarlo dalla sconfitta, ma questo non è arrivato e Hopkins è stato costretto a cedere il titolo iridato dei medi dopo 20 difese consecutive. Taylor ha ottenuto una vittoria per Split Decision ma nella sostanza giusta. Due giudici hanno visto vincitore lo sfidante con due punti di margine (115-113), mentre il terzo, Jerry Roth, ha dato il match a Hopkins (116-112). Con questa vittoria Taylor è diventato il nuovo campione indiscusso dei pesi medi, riuscendo a conquistare i titoli WBC, WBO E IBF dei medi, WBA dei supermedi e la corona The Ring dei medi. Hopkins ha tentato di protestare per la controversa decisione, ma il suo appello è stato rifiutato dalla Nevada State Athletic Commission.
Il 3 dicembre 2005 Taylor ha affrontato nuovamente Hopkins per l'atteso rematch al Mandalay Bay Resort & Casino di Las Vegas. Questa volta, Bad Intentions è uscito vittorioso per decisione unanime. Per l'occasione, Taylor ha reso vacante il titolo IBF dei medi il 12 ottobre del medesimo anno. Pochi giorni prima del rematch ci sono state tensioni tra Bernard e Jermain, dopo che Hopkins ha interrotto un discorso dell'avversario durante la conferenza stampa, chiamandolo con parole non molto gentili. Taylor ha risposto portando una bambola con scritto sopra il nome di Hopkins e "piagnulone", alla conferenza finale poco prima del match. Come nel primo scontro tra i due, Hopkins ha iniziato l'incontro lentamente, iniziando ad aumentare d'intensità nei round finali. Tutti e tre i giudici di gara hanno decretato la vittoria di Taylor con un punteggio di 115-113. Dopo questo evento, Taylor ha dichiarato che avrebbe accettato di affrontare il vincitore del match tra Winky Wright e Sam Soliman. Il 10 dicembre 2005 Wright ha sconfitto Soliman per decisione unanime, guadagnando il primo posto tra i pretendenti al titolo di Taylor.

### Campione dei medi

#### Taylor VS Wright
Il 17 giugno 2006 le chiacchiere di un possibile match tra Wright e Taylor hanno preso concretezza. I due si sono affrontati al FedExForum di Memphis, Tennessee. La WBC ha ordinato l'inizio delle negoziazioni per il match già il 12 dicembre 2005, tentando tutto il possibile per dal vita allo scontro. L'accordo è stato raggiunto 10 minuti prima della scadenza del termine. Ozell Nelson, insoddisfatto dei progressi compiuti da Taylor durante i match con Hopkins, è riuscito a convincere Jermain a sostituire Pat Burns con la leggenda Emanuel Steward. Taylor ha ricevuto $3,75 milioni per il match, mentre Winky Wright ne ha ricevuti $3,5.Taylor era considerato il numero 1 della divisione, ma il suo titolo WBA era costantemente tenuto sott'occhio, per vari motivi legati anche al match con Hopkins. L'incontro è stato molto attivo e combattuto per le prime 10 riprese, con Wright vittorioso nei primi round prima della rimonta del campione in carica. Al 9º round gli occhi di Winky erano già malconci, per via dei potenti colpi ricevuti dall'avversario. All'inizio del round finale Wright era in vantaggio sui cartellini di 2 giudici su 3, ma la sua passività in questa ripresa li ha portati a dare l'ultima ripresa a favore di Taylor. L'incontro è così terminato con un pareggio. Taylor ha vinto su un cartellino 115-113, perso in un altro sempre 115-113 e pareggiato nell'ultimo per 114-114.
Il 6 dicembre 2006 Taylor ha affrontato Kassim Ouma all'Alltel Arena di Little Rock, Arkansas, la sua terra natale. Taylor ha iniziato a dominare l'incontro sin dall'inizio, colpendo l'avversario con diretti e ganci. Tuttavia durante la seconda parte della gara Taylor ha iniziato a rallentare l'attività, procurandosi anche un taglio sopra l'occhio sinistro, dando a Ouma la possibilità di colpirlo maggiormente, anche se la maggior parte dei pugni di quest'ultimo non hanno centrato il bersaglio. Taylor ha vinto lo scontro per verdetto unanime con i cartellini 117-111, 115-113 e 118-110. Tuttavia dopo il match la WBA ha annunciato che Taylor non era più il possessore della corona dei medi. Il 19 maggio 2007 Jermain Taylor ha affrontato l'ex campione indiscusso dei welters Cory Spinks al FedEX Forum di Memphis. Taylor ha preso il controllo della gara stando alla larga dall'avversario, utilizzando così l'allungo e un pugno alla volta. Nella 7ª ripresa Spinks è stato colpito da un potente destro di Taylor. Non avendo qualità fisiche che gli permettessero di centrare bene l'avversario, Spinks ha avuto difficoltà a reagire. Taylor è riuscito a mandare a segno 101 pugni su 319, contro gli 85 su 542 dell'avversario. Jermain è riuscito a trionfare per Split Decision con due giudici a suo favore 117-111 e 115-113, e uno a favore di Spinks per 117-111.

#### Taylor VS Pavlik I e II
Nel suo incontro successivo, Taylor ha affrontato l'imbattuto Kelly Pavlik il 29 settembre 2007 al Boardwalk Hall di Atlantic City, New Jersey. Pavlik ha iniziato ad attirare l'attenzione del pubblico dopo una vittoria su Edison Miranda in un match per determinare lo sfidante numero uno di Taylor. Jermain e Kelly si erano già incontrati in passato, il 9 febbraio 2000, come dilettanti: nell'occasione il pugile di Arkansas è riuscito a sconfiggere Pavlik nel round di apertura delle prove per le Olimpiadi di Sydney. Lo scontro tra i due è stato piuttosto acceso: già alla 2ª ripresa Taylor è riuscito a stordire l'avversario con ripetuti e potenti destri, a cui si sono aggiunti colpi devastanti che hanno lasciato Pavlik in ginocchio. Quest'ultimo è però riuscito a rialzarsi e a finire il round. Prima dell'inizio della 7ª ripresa, i punteggi dei due rivali erano all'incirca in parità. A circa un minuto dal termine del round Pavlik è riuscito a colpire efficacemente l'avversario con un destro, mandandolo così all'angolo. Successivamente lo ha assalito con una combinazione letale di pugni, che lo hanno lasciato seduto e senza forze; l'arbitro, non intravedendo alcune reazioni da parte di Taylor, è stato costretto a fermare l'incontro e a dichiarare la sua sconfitta per KOT. Questo è stato il primo knockdown subito da Jermain, in tutta la sua carriera professionistica.
Un mese dopo, Taylor ha esercitato una clausola per ottenere una rivincita contro Pavlik. Il rematch si è svolto ad un peso limite di 166 libbre (75 kg), qualche kilogrammo all'insopra del limite dei pesi medi. A causa di risultati poco confortanti né soddisfacenti, Emanuel Stewaed è stato licenziato come allenatore di Bad Intentions e sostituito con Ozell Nelson. Il match si è svolto all'MGM Grand di Las Vegas il 16 febbraio 2008 e nell'occasione Taylor ha subito la sua seconda sconfitta consecutiva, per decisione unanime: 112-116, 111-117 e 113-115.

### Pesi supermedi

#### Il Super Six World Boxing Classic
Nel mese di ottobre 2009, Jermain ha preso parte al Super Six World Boxing Classic, un torneo organizzato dalla rete Showtime in collaborazione con la Sauerland Event. Oltre a Taylor, la competizione vede la partecipazione di Carl Froch, Arthur Abraham, Andre Ward, Andre Dirrell e Mikkel Kessler.

##### Taylor VS Abraham
La prima fase del torneo ha visto match di grande interesse. Il primo sfidante designato di Jermain (28-3-1, 17 KO) è stato l'imbattuto Arthur Abraham (30-0, 24 KO), tedesco di origini armene. I due si sono affrontati a Berlino. L'incontro è stato molto attivo sin dalla prima ripresa, ma Taylor è rimasto in gara solo fino alla metà dell'incontro, calando alla distanza come è solito fare. Ne ha approfittato Abraham, già detentore della corona IBF dei medi, che ha fatto valere la propria boxe poco elegante ma proficua, scuotendo lo statunitense già al 9º round. L'epilogo si è svolto nell'ultima ripresa, quando, a solamente 15 secondi dal termine, un violentissimo gancio destro del tedesco ha letteralmente fatto crollare al tappeto Taylor, senza dargli alcuna possibilità di rialzarsi.
La vittoria ha portato Abraham a 3 punti, lasciando così lo sfortunato Jermain a secco.

##### Taylor VS Ward
Dopo la sconfitta il campione di Arkansas ha deciso di non ritirarsi, nonostante le voci che lo decretavano oramai finito e "caduto", e quindi di disputare i prossimi impegni che lo terranno occupato nell'ambito del SuperSix. Ciononostante tale decisione ha comportato un annuncio del manager di Jermain, Lou Di Bella, con il quale Bad Intentions ha vissuto gli alti e i bassi della sua carriera pugilistica. Di Bella ha dichiarato alla stampa: "Da oggi rinuncio ufficialmente alla procura di Jermain Taylor. Lo faccio con il cuore pesante, ma è un dovere primario nei riguardi del professionista e soprattutto dell'uomo. Taylor è stato un pugile eccezionale e vittorie come quella su Bernard Hopkins rimangono nella storia del pugilato, ma io debbo rispetto principalmente all'uomo, generoso, buono con la famiglia ed chelui. Ho pensato anche al suo futuro e a quello dei suoi cari e gli ho offerto di entrare a far parte della nostra organizzazione. Per lui è pronto uno stipendio e sono convinto che sarebbe per noi un validissimo aiuto. Mi fermo qui. Non farò più il procuratore del pugile Taylor, ma nei confronti dell'uomo sono disposto a tutto. Non posso pensare di soffrire ancora tanto, come mi è capitato con Leavander Johnson". Johnson, infatti, morì 2005, in seguito ad un KO subito da Jesus Chavez.
Il suo prossimo impegno lo vedrà opposto ad Andre Ward (21-0, 13 KO). I due si affronteranno il 17 aprile 2010 per la corona WBA Super dei pesi supermedi. Per Jermain ci sarà così la possibilità di riaffermarsi, dopo le 4 sconfitte subite negli ultimi 5 incontri.

## Vita personale
Taylor è sposato con l'ex giocatrice di pallacanestro dell'Università di Louisiana, Erika Taylor, scelta nel secondo giro del draft della WNBA nel 2005 dai Washington Mystics. Jermain ed Erika hanno tre figlie. Taylor ha acquisito un'immensa popolarità nello Stato di Arkansas, dopo aver detto di essere fiero di provenire da questa regione. È anche conosciuto per essere un grande fan dell'Università dell'Arkansas ed ha visitato il luogo per parlare con la squadra di calcio locale. Nei suoi pantaloncini da combattimento, Jermain porta sempre con sé uno stemma dei Razorback. È stato nominato "Arkansan dell'anno" nel 2005 da Arkansas Times. Nel 2007 Taylor è stato incluso nella Hall of Fame di Arkansas Sports, assieme a due ex giocatori della National Football League, Rod Smith e Willie Roaf. Ha anche pubblicizzato la Everlast e posato per GQ e Vogue.